# Lijst van voetbalinterlands Faeröer - Schotland
Deze lijst van voetbalinterlands is een overzicht van alle officiële voetbalwedstrijden tussen de nationale teams van Faeröer en Schotland. De landen speelden tot op heden elf keer tegen elkaar. De eerste ontmoeting, een kwalificatiewedstrijd voor het Europees kampioenschap voetbal 1996, werd gespeeld in Glasgow op 12 oktober 1994. Het laatste duel, een kwalificatiewedstrijd voor het Wereldkampioenschap voetbal 2022, vond plaats op 12 oktober 2021 in Tórshavn.

## Wedstrijden
| №  | Plaats   | Datum            | Competitie           | Wedstrijd           | Uitslag |
| -- | -------- | ---------------- | -------------------- | ------------------- | ------- |
| 1  | Glasgow  | 12 oktober 1994  | EK 1996 kwalificatie | Schotland – Faeröer | 5 – 1   |
| 2  | Toftir   | 7 juni 1995      | EK 1996 kwalificatie | Faeröer – Schotland | 0 – 2   |
| 3  | Aberdeen | 14 oktober 1998  | EK 2000 kwalificatie | Schotland – Faeröer | 2 – 1   |
| 4  | Toftir   | 5 juni 1999      | EK 2000 kwalificatie | Faeröer – Schotland | 1 – 1   |
| 5  | Toftir   | 7 september 2002 | EK 2004 kwalificatie | Faeröer – Schotland | 2 – 2   |
| 6  | Glasgow  | 6 september 2003 | EK 2004 kwalificatie | Schotland – Faeröer | 3 – 1   |
| 7  | Glasgow  | 2 september 2006 | EK 2008 kwalificatie | Schotland – Faeröer | 6 – 0   |
| 8  | Toftir   | 6 juni 2007      | EK 2008 kwalificatie | Faeröer – Schotland | 0 – 2   |
| 9  | Aberdeen | 16 november 2010 | Vriendschappelijk    | Schotland – Faeröer | 3 – 0   |
| 10 | Glasgow  | 31 maart 2021    | WK 2022 kwalificatie | Schotland − Faeröer | 4 – 0   |
| 11 | Tórshavn | 12 oktober 2021  | WK 2022 kwalificatie | Faeröer − Schotland | 0 − 1   |

## Samenvatting
| Competitie        | Totaal gespeeld | Winst Faeröer | Gelijk | Winst Schotland | Doelsaldo Faeröer – Schotland |
| ----------------- | --------------- | ------------- | ------ | --------------- | ----------------------------- |
| WK-kwalificatie   | 2               | 0             | 0      | 2               | 0 − 5                         |
| EK-kwalificatie   | 8               | 0             | 2      | 6               | 6 − 23                        |
| Vriendschappelijk | 1               | 0             | 0      | 1               | 0 − 3                         |
| Totaal            | 11              | 0             | 2      | 9               | 6 − 31                        |

## Details

### Eerste ontmoeting
| Schotland                                                                             | 5 – 1 | Faeröer        |
| John McGinlay 4' Scott Booth 34' John Collins 40' Billy McKinlay 61' John Collins 72' | goals | 75' Jan Müller |

### Tweede ontmoeting
| Faeröer | 0 – 2 | Schotland                            |
|         | goals | 25' Billy McKinlay 29' John McGinlay |

### Derde ontmoeting
| Schotland                        | 2 – 1 | Faeröer           |
| Craig Burley 21' Billy Dodds 44' | goals | 85' John Petersen |

### Vierde ontmoeting
| Faeröer               | 1 – 1 | Schotland          |
| Hans Fróði Hansen 90' | goals | 38' Allan Johnston |

### Vijfde ontmoeting
| Faeröer                            | 2 – 2 | Schotland                           |
| John Petersen 7' John Petersen 12' | goals | 61' Paul Lambert 87' Barry Ferguson |

### Zesde ontmoeting
| Schotland                                           | 3 – 1 | Faeröer             |
| Neil McCann 7' Paul Dickov 45+2' James McFadden 74' | goals | 35' Julian Johnsson |

### Zevende ontmoeting
| Schotland | 6 – 0 | Faeröer |
| Darren Fletcher 7' James McFadden 10' Kris Boyd 24' (pen.) Kenny Miller 30' (pen.) Kris Boyd 38' Garry O'Connor 85' | goals |         |

### Achtste ontmoeting
| Faeröer | 0 – 2 | Schotland                            |
|         | goals | 30' Shaun Maloney 34' Garry O'Connor |

### Negende ontmoeting
| Schotland                                          | 3 – 0 | Faeröer |
| Danny Wilson 24' Kris Commons 31' Jamie Mackie 45' | goals |         |

### Tiende ontmoeting
| Schotland                                                    | 4 – 0 | Faeröer |
| John McGinn 7' John McGinn 53' Che Adams 60' Ryan Fraser 70' | goals |         |

FSF · A-internationals · Statistieken · Bondscoaches · Faeröers vrouwenelftal · Faeröer U21 · Faeröer U20 · Faeröer U19 · Faeröer U18 · Faeröer U17 · Faeröer U16
1980 – 1989 ·
1990 – 1999 ·
2000 – 2009 ·
2010 – 2019 ·
2020 – 2029
1988 · 
1989 · 
1990 ·
1991 · 
1992 · 
1993 · 
1994 · 
1995 · 
1996 · 
1997 · 
1998 · 
1999 · 
2000 · 
2001 · 
2002 · 
2003 · 
2004 · 
2005 · 
2006 · 
2007 · 
2008 · 
2009 · 
2010 · 
2011 · 
2012 · 
2013 · 
2014 · 
2015 · 
2016 ·
2017 ·
2018 ·
2019 ·
2020 ·
2021 ·
2022 ·
2023 ·
2024
Albanië ·
Andorra ·
Armenië ·
Azerbeidzjan ·
België ·
Bosnië en Herzegovina ·
Canada ·
Cyprus ·
Denemarken ·
Duitsland ·
Estland ·
Finland ·
Frankrijk ·
Georgië ·
Gibraltar ·
Griekenland ·
Hongarije ·
Ierland ·
IJsland ·
Israël ·
Italië ·
Joegoslavië ·
Kazachstan ·
Kosovo ·
Letland · 
Liechtenstein ·
Litouwen ·
Luxemburg ·
Malta ·
Moldavië ·
Nederland ·
Noord-Ierland ·
Noord-Macedonië ·
Noorwegen ·
Oekraïne ·
Oostenrijk ·
Polen ·
Portugal ·
Roemenië ·
Rusland ·
San Marino ·
Schotland ·
Servië ·
Servië en Montenegro · 
Slovenië ·
Slowakije ·
Spanje ·
Thailand ·
Tsjechië ·
Tsjecho-Slowakije ·
Turkije ·
Wales ·
Zweden ·
Zwitserland
SFA · A-internationals · Selecties · Bondscoaches · Statistieken · Schots vrouwenelftal · Brits olympisch elftal · Schotland U21 · Schotland U20 · Schotland U19 · Schotland U18 · Schotland U17 · Schotland U16 · Vrouwen U17
1872 – 1899 ·
1900 – 1919 ·
1920 – 1929 ·
1930 – 1939 ·
1940 – 1949 ·
1950 – 1959 ·
1960 – 1969 ·
1970 – 1979 ·
1980 – 1989 ·
1990 – 1999 ·
2000 – 2009 ·
2010 – 2019 ·
2020 − 2029
EK's: 1992 ·
1996 ·
2020 ·
2024
WK's: 1954 ·
1958 ·
1974 ·
1978 ·
1982 ·
1986 ·
1990 ·
1998
1872 ·
1873 ·
1874 ·
1875 ·
1876 ·
1877 ·
1878 ·
1878 ·
1879 ·
1880 ·
1881 ·
1882 ·
1883 ·
1884 ·
1885 ·
1886 ·
1887 ·
1888 ·
1889 ·
1890 ·
1891 ·
1892 ·
1893 ·
1894 ·
1895 ·
1896 ·
1897 ·
1898 ·
1899 ·
1900 ·
1901 ·
1902 ·
1903 ·
1904 ·
1905 ·
1906 ·
1907 ·
1908 ·
1909 ·
1910 ·
1911 ·
1912 ·
1913 ·
1914 ·
1915–1919 ·
1920 ·
1921 ·
1922 ·
1923 ·
1924 ·
1925 ·
1926 ·
1927 ·
1928 ·
1929 ·
1930 ·
1931 ·
1932 ·
1933 ·
1934 ·
1935 ·
1936 ·
1937 ·
1938 ·
1939 ·
1940–1945 ·
1946 ·
1947 ·
1948 ·
1949 ·
1950 ·
1951 ·
1952 ·
1953 ·
1954 ·
1955 ·
1956 ·
1957 ·
1958 ·
1959 ·
1960 ·
1960 ·
1961 ·
1962 ·
1963 ·
1964 ·
1965 ·
1966 ·
1967 ·
1968 ·
1969 ·
1970 ·
1971 ·
1972 ·
1973 ·
1974 ·
1975 ·
1976 ·
1977 ·
1978 ·
1979 ·
1980 ·
1981 ·
1982 ·
1983 ·
1984 ·
1985 ·
1986 ·
1987 ·
1988 ·
1989 ·
1990 ·
1991 ·
1992 ·
1993 ·
1994 ·
1995 ·
1996 ·
1997 ·
1998 ·
1999 ·
2000 ·
2001 ·
2002 ·
2003 ·
2004 ·
2005 ·
2006 ·
2007 ·
2008 ·
2009 ·
2010 ·
2011 ·
2012 ·
2013 ·
2014 · 
2015 · 
2016 · 
2017 ·
2018 ·
2019 ·
2020 ·
2021 ·
2022
Albanië ·
Argentinië · 
Armenië ·
Australië ·
België ·
Bosnië en Herzegovina ·
Brazilië ·
Bulgarije ·
Canada ·
Chili ·
Colombia ·
Congo-Kinshasa ·
Costa Rica ·
Cyprus ·
DDR ·
Denemarken ·
Duitsland ·
Ecuador ·
Egypte ·
Engeland ·
Estland ·
Faeröer ·
Finland ·
Frankrijk ·
Georgië ·
Gibraltar · 
GOS ·
Griekenland ·
Hongarije ·
Ierland ·
IJsland ·
Iran ·
Israël ·
Italië ·
Japan ·
Joegoslavië ·
Kazachstan ·
Kroatië ·
Letland ·
Liechtenstein ·
Litouwen ·
Luxemburg ·
Malta ·
Marokko ·
Mexico ·
Moldavië ·
Nederland ·
Nieuw-Zeeland ·
Nigeria · 
Noord-Ierland ·
Noord-Macedonië ·
Noorwegen ·
Oekraïne ·
Oostenrijk ·
Paraguay ·
Peru ·
Polen ·
Portugal ·
Qatar ·
Roemenië ·
Rusland ·
San Marino ·
Saoedi-Arabië ·
Servië ·
Slovenië ·
Slowakije · 
Sovjet-Unie ·
Spanje ·
Trinidad en Tobago · 
Tsjechië ·
Tsjecho-Slowakije ·
Turkije · 
Uruguay ·
Verenigde Staten ·
Wales ·
Wit-Rusland ·
Zuid-Afrika ·
Zuid-Korea ·
Zweden ·
Zwitserland
Engeland (2021) · 
Kroatië (2021) · 
Nieuw-Zeeland (1982) · 
Tsjechië (2021)